# Автомобильный кондиционер
Автомобильный кондиционер — установка, предназначенная для охлаждения, осушения и выветривания воздуха в салоне транспортного средства, работающая по тому же принципу, что и обыкновенный кондиционер.
Система кондиционирования является частью вентиляционной системы и отопления салона, которая использует общие воздуховоды, вентиляторы и систему управления. Органы управления системами обогрева и кондиционирования воздуха автомобиля размещаются на панели приборов или центральной консоли между водителем и передним пассажиром.

## Компрессорные установки

### История
В 1933 году впервые установки кондиционирования на автомобилях были предложены в США в качестве устанавливаемого по заказу дополнительного оборудования одной из Нью-Йоркских компаний, — к тому времени кондиционеры уже стали привычным оборудованием в американских небоскрёбах. В основном ими оборудовались самые дорогие и роскошные лимузины.
Первым автомобилем, который был оснащён установкой кондиционирования воздуха в заводской комплектации, стал Packard модели 1939 года. Стоимость установки кондиционера тогда составляла 274 доллара — на тот момент эту сумма была эквивалентна трети цены нового полноразмерного легкового автомобиля, вроде автомобиля «Ford», который стоил в 1939 году от $742. Помимо агрегатов кондиционера, расположенных под капотом и в салоне, установка занимала половину багажника, была малоэффективна и не имела даже зачатков автоматического управления, вроде термостата. К тому же, она была крайне неудобна в использовании - чтобы запустить систему кондиционирования, нужно было открыть капот и вручную надеть ремень на шкив компрессора. Популярностью эта опция не пользовалась, поэтому после 1941 года предлагать её перестали, однако в том же году похожую систему предложил уже Cadillac. В 1941—42 модельных годах кондиционер значился в списке дополнительного оборудования самых дорогих моделей Chrysler, однако точно не известно, была ли тогда продана хотя бы одна машина с кондиционером.

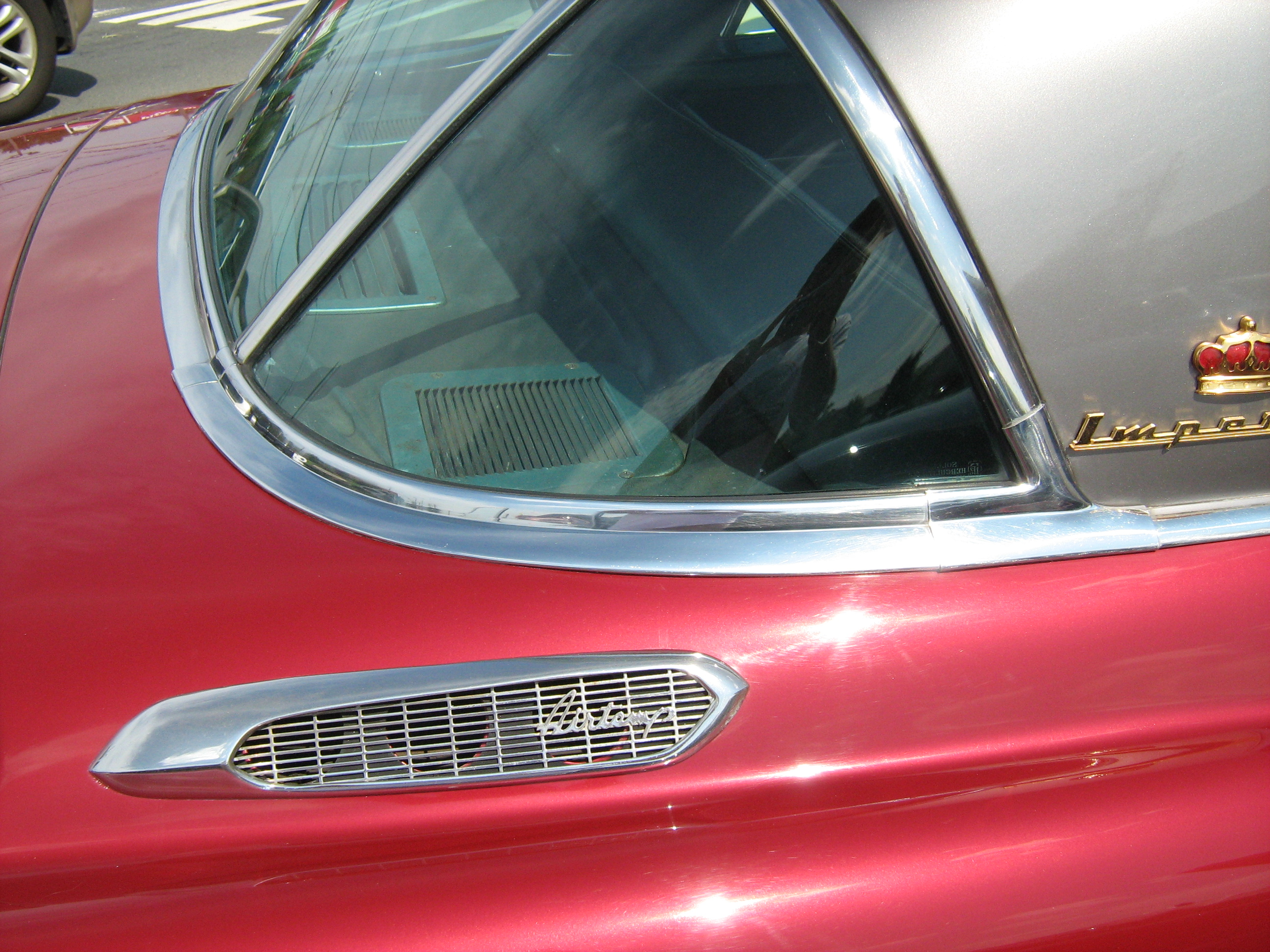
Imperial модели 1953 года с установленным кондиционером AirTemp. Видны внешние воздухозаборники на задних крыльях, а на полке за задним сиденьем — внутренние воздухозаборники (по бокам) и направляющая решётка, задающая направление потока воздуха. Отражаясь от потолка, поданный через неё холодный воздух опускался сверху вниз на пассажиров, равномерно охлаждая салон без создания сквозняка.

Между тем, бурное развитие технологий и существенный рост уровня оснащённости американских автомобилей в первой половине пятидесятых годов привели к тому, что уже к 1954 году кондиционер мог быть установлен в виде опции на автомобили большинства американских марок высшего и среднего-высшего ценового диапазона, хотя и оставался опцией крайне дорогой и мало востребованной. Например, в 1952 году кондиционер был предложен в виде опции на модели Chrysler Imperial, а в следующем, 1953 году, — и на некоторых более доступных моделях «Крайслера». Как и более ранние установки, кондиционер AirTemp имел основной блок, расположенный в багажнике автомобиля, хотя теперь и занимающий существенно меньше места. Однако он отличался простотой в управлении — за работу установки отвечал всего один трёхпозиционный переключатель, а также высокой эффективностью: он был способен охладить салон самого крупного «Крайслера» с 50 до 30 °С всего за пару минут. Кроме того, в отличие от более примитивных образцов, он был практически бесшумен, имел более совершенную систему управления потоком охлаждённого воздуха, которая способствовала его равномерному распределению по салону, и мог работать не только в режиме рециркуляции, но и за счёт приточного свежего воздуха, забираемого снаружи машины через большие решётки на задних крыльях, так что выдаваемый им воздух был лишён ощущения застойности. В 1955 году та же система уже была теоретически доступна на автомобилях всех марок, принадлежащих Chrysler Corporation. До эпохи массового распространения кондиционеров в южных штатах США на некоторых автозаправках предлагалась услуга по закачиванию охлаждённого воздуха в салон автомобиля.
Стоимость установок кондиционирования воздуха оставалась крайне высокой, так что оснащалось ими крайне немного автомобилей. Кроме того, они всё ещё были малоэффективны и накладывали ряд ограничений в эксплуатации, с учётом примитивности самих установок и сравнительно невысокой мощности двигателей тех лет. Так, на большинстве автомобилей при включенном кондиционере двигатель неровно работал на холостых оборотах — водителю приходилось выключать кондиционирование на светофорах и при движении в транспортном заторе, когда оно было нужнее всего. Многие модели давали мощный поток холодного воздуха только при движении на трассе, а при городских скоростях он становился слабым, при этом температура охлаждающей жидкости в двигателе приближалась к критической, угрожая перегревом. Управление было как правило самым рудиментарным — в лучшем случае водитель мог выбрать несколько скоростей работы вентилятора, температура кондиционированного воздуха же обычно настройке не подлежала, не говоря уже о выборе точки, из которой он подавался в салон — все установки кондиционирования тех лет были отдельными от системы вентиляции и для подачи воздуха в салон использовали свои собственные дефлекторы. Даже обычный отопитель в те годы на большинстве автомобилей оставался дополнительным оборудованием, устанавливаемым за доплату, на кондиционер же и вовсе смотрели как на большую роскошь.

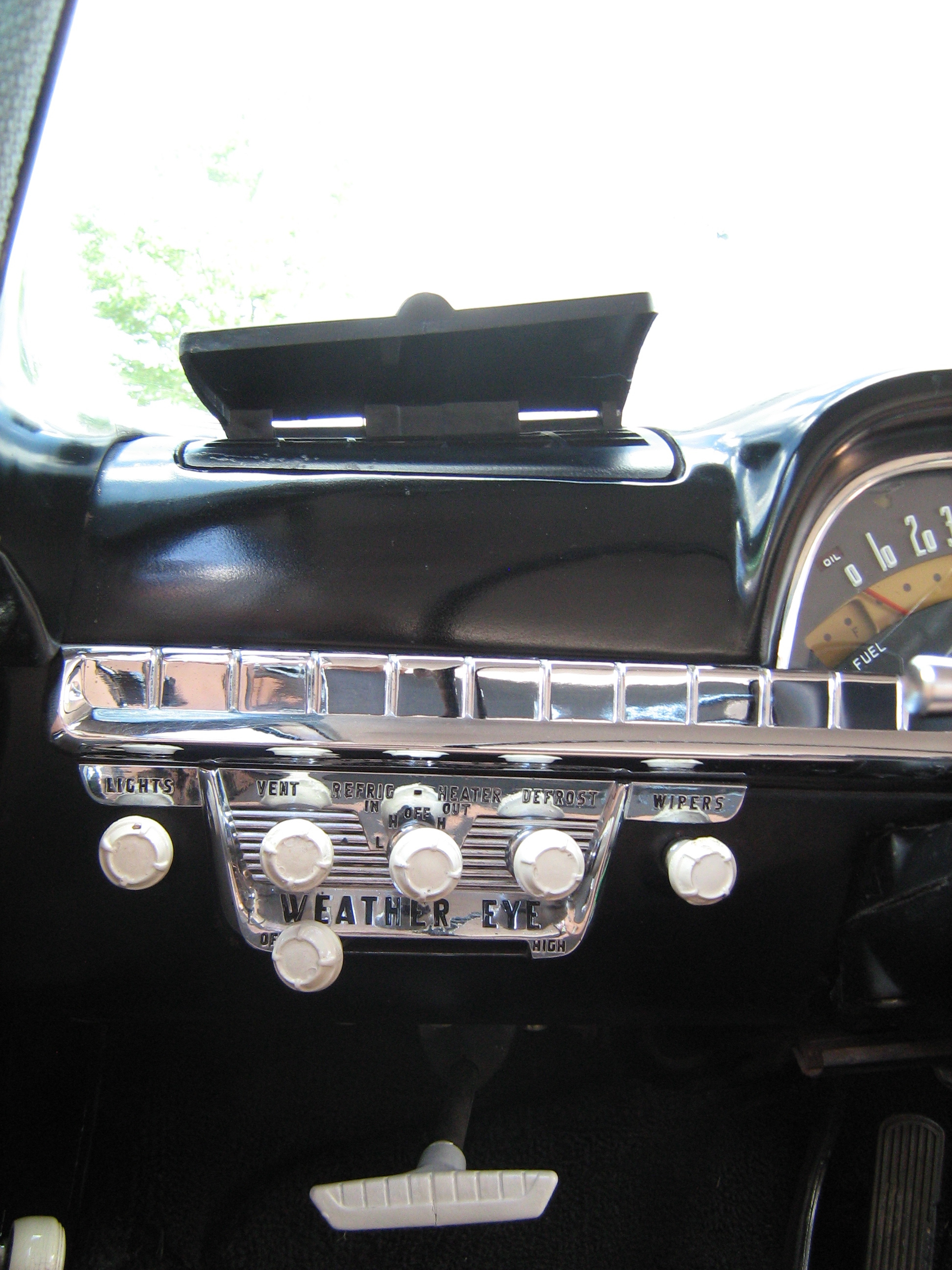
Пульт управления климатической установкой WeatherEye на Rambler Cross-Country 1957 года. Управление кондиционером (REFRIG) и отопителем (HEATER) осуществляется одним переключателем.

Революция произошла в 1954 году:  корпорацией Nash-Kelvinator была впервые предложена интегрированная система вентиляции и отопления All-Weather Eye, включавшая в себя и отопитель, и кондиционер, причём все компоненты располагались под капотом, не занимая место в багажнике и устраняя уязвимо расположенные под днищем автомобиля длинные трубопроводы и ресивер. Подогретый или охлаждённый воздух подавался в салон уже как на современных автомобилях — через расположенные на панели приборов дефлекторы. Наиболее же приятной для потенциальных покупателей оказалась цена установки, которая составляла всего $345 — дешевле, чем у любой другой автомобильной системы кондиционирования тех лет. И всё же, даже эта сумма составляла примерно четверть от цены самого дешёвого легкового автомобиля Ford в том же году ($1548).
С учётом цены, в конце 1950-х годов автомобильные кондиционеры всё ещё оставались очень редким оборудованием. Так, среди автомобилей Ford Motor Company кондиционеры устанавливались лишь на дорогих Lincoln. На Mercury и Edsel среднего ценового диапазона кондиционер в 1958 году заказало всего около 1,5 % покупателей, а в бюджетном сегменте автомобилей Ford эта опция и вовсе была практически не востребована.

Типичный блок кондиционера 1970-х годов, расположенный под панелью приборов и автономный от системы вентиляции и отопления. Такие устройства широко предлагались на рынке автоаксессуаров.

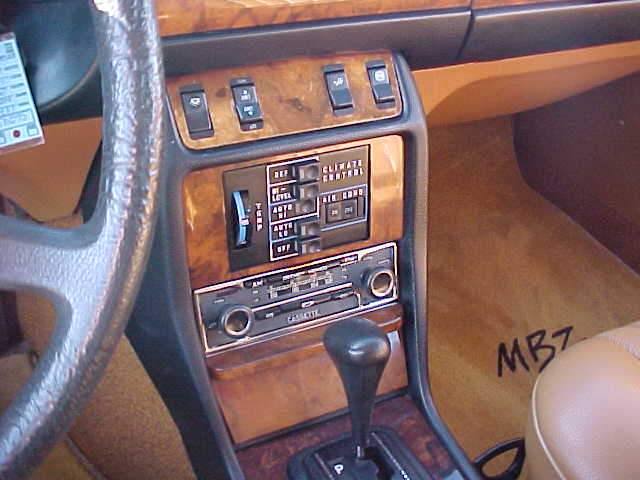
Климат-контроль на Mercedes-Benz W123.

Тем не менее, с распространением подобных All-Weather Eye систем управления микроклиматом, более практичных и удобных в использовании, популярность автомобильных установок кондиционирования росла, и к началу 1960-х годов их имели уже примерно 20 % американских автомобилей. Впрочем, массовое их распространение пришлось всё же на начало 1970-х годов. В 1968 году кондиционер впервые стал стандартным оборудованием на автомобиле AMC Ambassador (среднего ценового диапазона), а уже в 1969 году его имели 54 % новых американских автомобилей. В Европе же вплоть до 1980-х годов кондиционер оставался большой редкостью. Первым советским автомобилем, получившим кондиционер стал ЗИЛ-111А.
С тех пор принципиальных изменений в конструкции и принципе действия автомобильных кондиционеров не произошло, за исключением введения систем автоматизированного, в том числе компьютерного, управления (климат-контроль), повышения эффективности, долговечности и удобства в эксплуатации, введения всевозможных дополнительных фильтров и так далее.

### Принцип действия
Автомобильный кондиционер работает по тому же термодинамическому циклу, что и обычный домашний кондиционер или холодильник (т.е. обратный цикл Ренкина с расширением за счёт дросселирования).

Упрощённая принципиальная схема: 1)конденсатор, 2)расширительный клапан, 3)испаритель, 4)компрессор.

Кондиционер охлаждает воздух за счет изменения агрегатных состояний рабочего вещества системы — хладагента. Хладагент из испарителя поступает к компрессору в газообразном состоянии, где сжимается до 1200 кПа, отчего температура хладагента повышается до 150 °С, и направляет его дальше по контуру к конденсатору. В конденсаторе сжатый хладагент переходит в жидкое состояние – конденсируется, и выделяет тепло, которое рассеивается в окружающей среде. Затем хладагент в виде жидкости проходит через фильтр-осушитель, который удаляет загрязнения и воздух, а также уменьшает влажность. Затем жидкость направляется в испаритель через расширительный клапан,  который представляет собой дроссель. Давление жидкости понижается, и хладагент становится частично газообразным.
В испарителе хладагент в фазе газ-жидкость движется по трубкам. Вентилятор продувает воздух из салона автомобиля через испаритель, воздух охлаждается, тепло от него передается хладагенту. После чего хладагент снова подаётся в компрессор и цикл замыкается.

### Устройство
Устройство автомобильного кондиционера в целом аналогично устройству стационарного, отличие составляет лишь большая компактность всех узлов и то, что источником энергии выступает аккумулятор автомобиля (на электромобилях — собственный для компрессора электродвигатель). Компрессор кондиционера имеет электромагнитную муфту, которая позволяет отключить подачу крутящего момента на вал компрессора, когда кондиционер не используется, также, как правило, этот компрессор является аксиально-поршневым, однако в последнее время все чаще используется пластинчатый насос .Испаритель почти всегда находится в том же воздуховоде, что и радиатор отопителя, обдувается тем же вентилятором. Отвод конденсата от испарителя кондиционера обычно выполняется прямо под автомобиль, поэтому часто под автомобилем с работающим кондиционером можно  увидеть небольшую лужу.Радиатор конденсатора расположен перед радиатором системы охлаждения двигателя, охлаждается тем же вентилятором, что и радиатор охлаждения двигателя и интеркулер (для автомобилей с турбонаддувом).

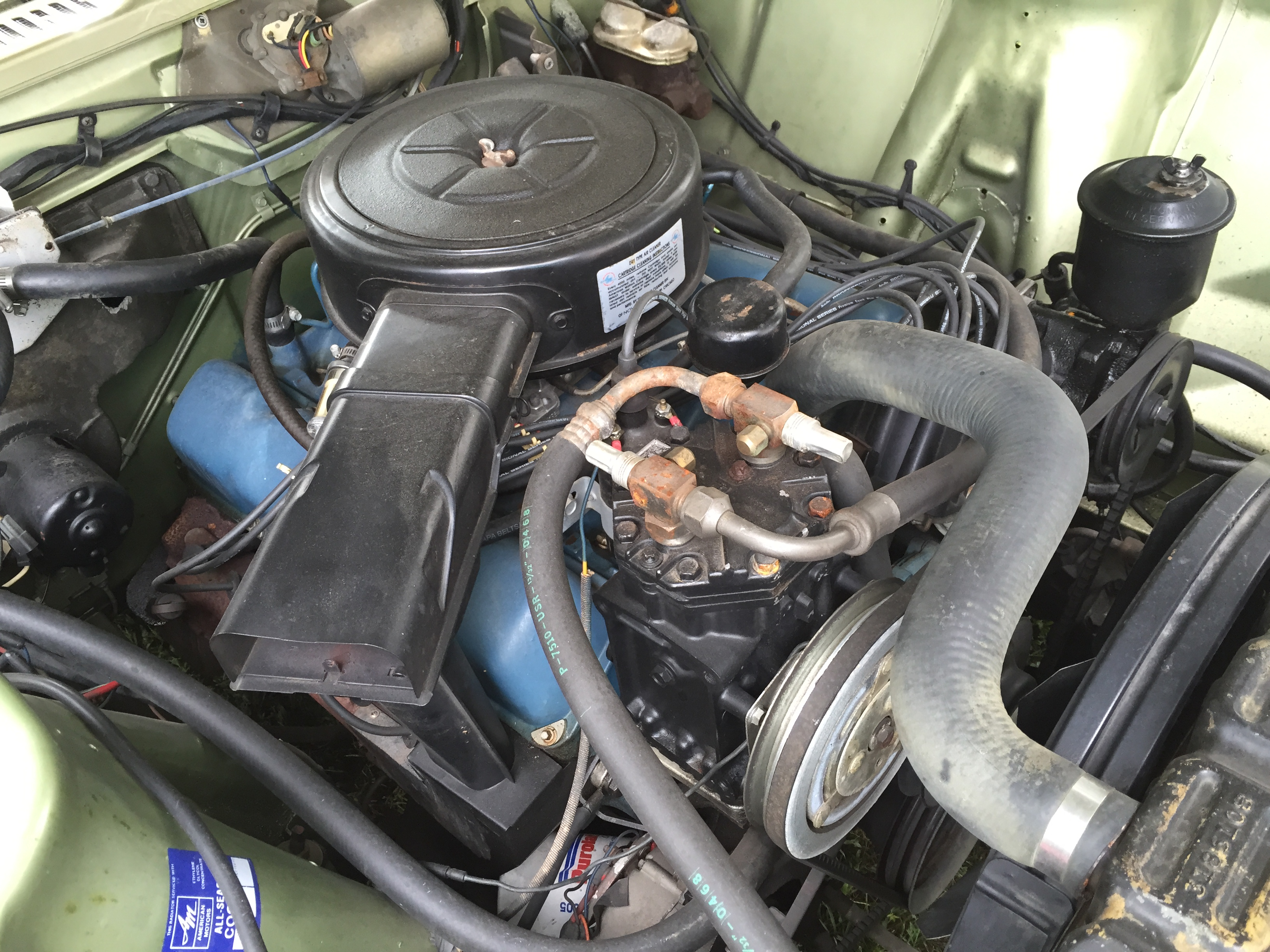
Компрессор кондиционера под капотом AMC Ambassador 1968 года.
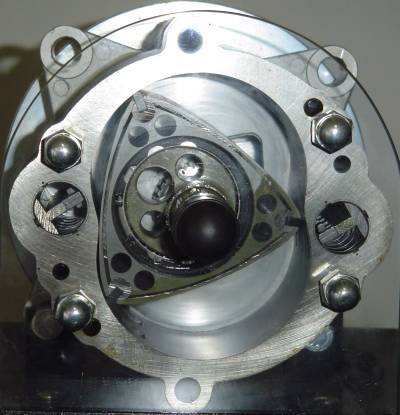
Внутреннее устройство компрессора кондиционера, работающего по принципу пластинчатого насоса.
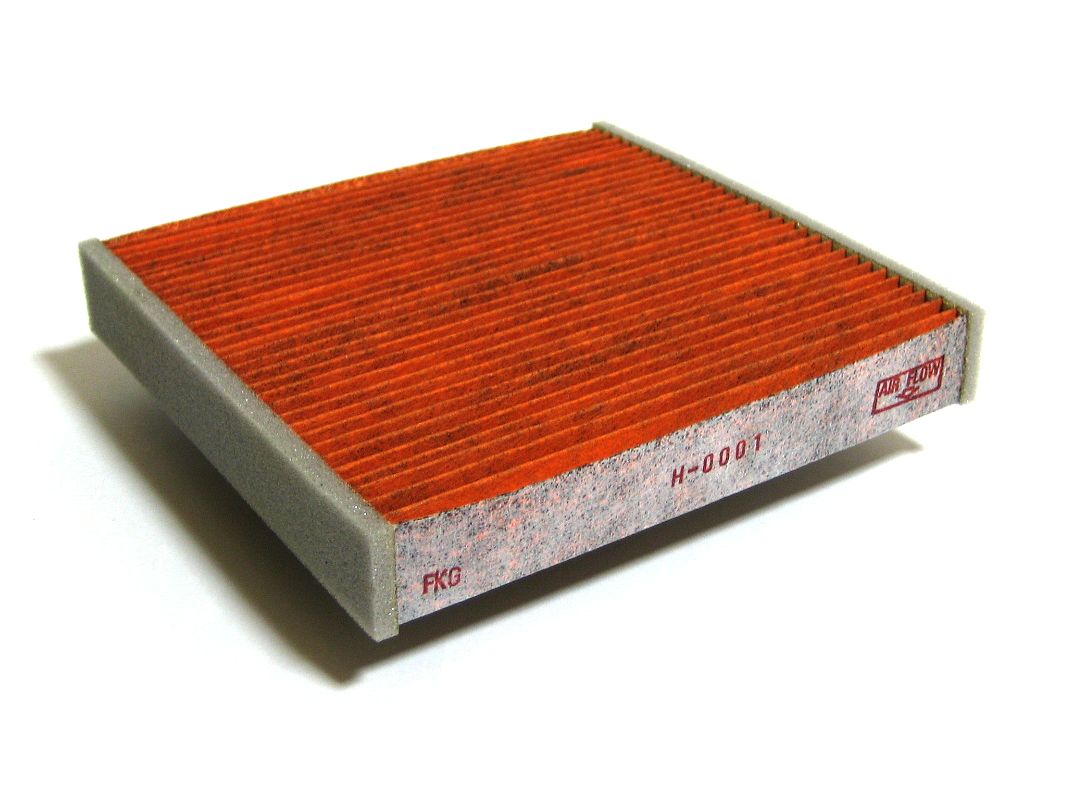
Воздушный фильтр кондиционера.

## Испарительные установки

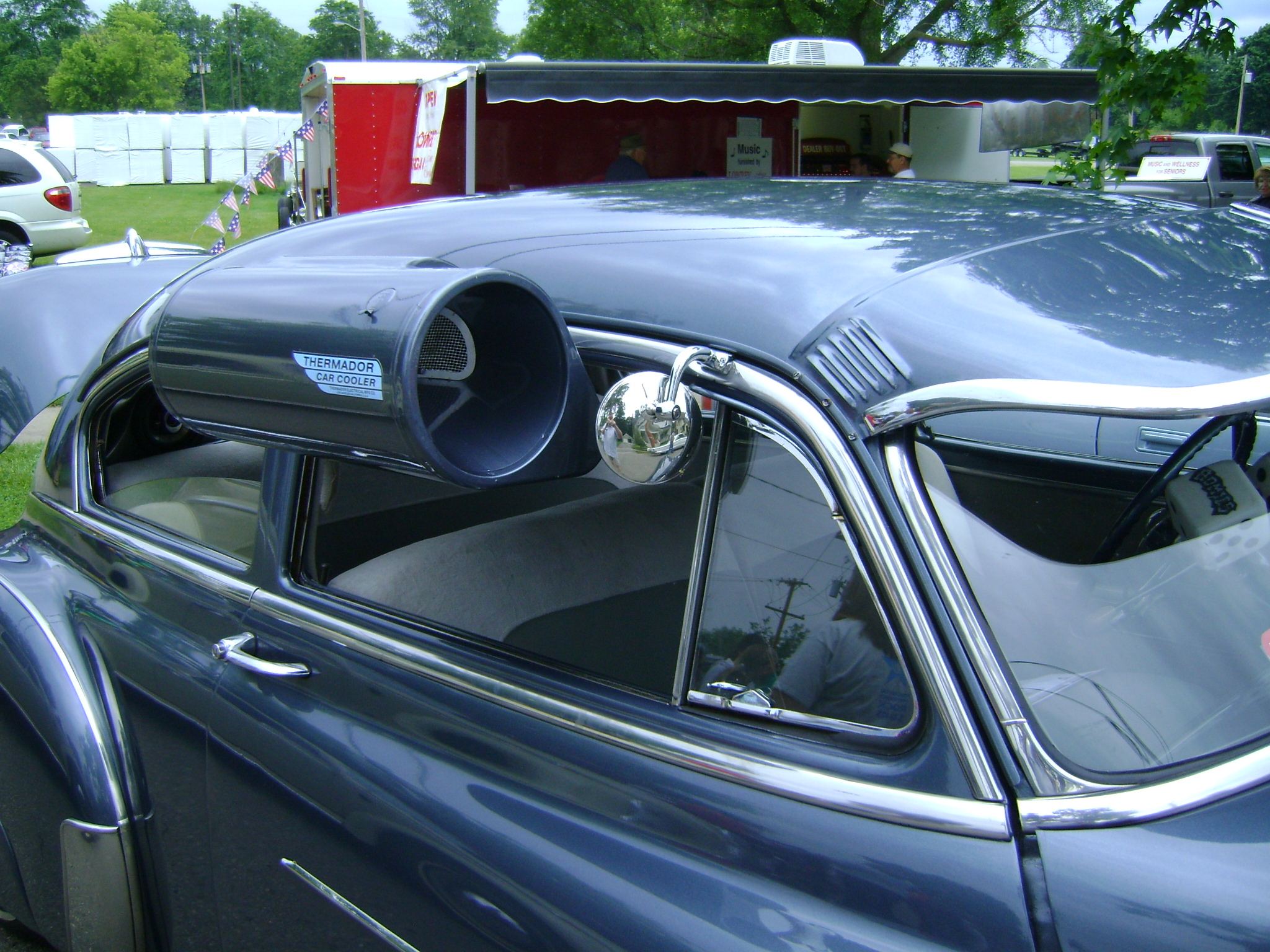
Автомобильный кулер Thermador на «Шевроле» модели 1950 года.

Так как «настоящие» (компрессорные) автомобильные установки кондиционирования воздуха в течение долгого времени были весьма дороги, им была создана более дешёвая альтернатива в виде портативных испарительных кондиционеров (кулеров). В 1930—1960-х годах они были весьма популярны в жарких штатах юго-запада США в качестве дополнительного оборудования. Как правило, кулеры устанавливались на рамку пассажирской двери. По устройству они были до примитивности просты и с технической точки зрения представляли собой обычный испарительный кондиционер, в котором охлаждение воздуха достигается за счёт поглощения тепла водой при её испарении. В корпусе кулера располагался картридж из пористого или волокнистого материала, который постоянно смачивался водой. Когда машина находилась в движении, воздух поступал в устройство самотёком за счёт эффекта инерционного наддува, вызывая интенсивное испарение воды, а для работы на стоянке некоторые модели имели электровентилятор, обычно подключаемый к штатному разъёму для прикуривателя. Типовой вариант имел водяной резервуар объёмом около 4 литров, чего хватало на 100—150 миль пробега (150—250 км).
Эффективность такой установки в жаркую погоду была вполне достаточна, поэтому до массового распространения настоящих автомобильных кондиционеров её применение в жарком климате было оправдано, несмотря на явные недостатки: необходимость постоянного добавления воды в корпус (вода постепенно расходовалась) и характерный «болотный» запах сырости, приобретаемый прошедшим через установку воздухом (из-за чего они и получили своё американское название — swamp cooler, от swamp — «болото»). В настоящее время кулер является характерным атрибутом стиля Resto cal, но часто ставят их и просто на классические автомобили.